# Тулча
Ту́лча (рум. Tulcea; турецкие названия — Hora-Tepé и Tolçu; Тульча) — город в Румынии, в исторической области Добруджа, административный центр жудеца Тулча.
Является духовно-административным центром Тулчинской епархии Румынской православной церкви и Тульчинской епархии Русской православной старообрядческой церкви в Румынии.

## История
Поселение на месте Тулчи было основано греками в VII веке до н. э. Оно называлось Эгиссос (греч. Αιγισσος), и упоминалось в сочинениях Диодора Сицилийского. Овидий ссылался на него в работе «Письма с Понта» (лат. «Epistulae ex Ponto»); он придерживался мнения, что название возникло от имени основателя — дака Карпиуса Аегиссуса (Carpyus Aegyssus).
В I веке город был завоёван Римской республикой, и предназначался в качестве базы для римского флота, защищающего северо-восточную границу империи. Для укрепления города были возведены высокие стены с башнями (руины которых всё ещё видны).
После этого город был в подчинении Византийской империи (III—VI века) и был включен в фему Малая Скифия [греч.Σκυθια Ελασσων], Болгария (679—XIV века), (X—XIII века), был частью местных государственных образований. После 1390 года находился под властью воеводы Мирчи Старого.
В 1416 году Тулча была завоёвана Османской империей и вместе с остальной Добруджей был отнесён к Румынии в 1878 году. Тулча была небольшим судостроительным посёлком и только в 1860 году получила статус города, став столицей провинции.
С 1916 по 1918 год во время Первой мировой войны город был оккупирован силами Центральных держав, в мае 1918 года по условиям Бухарестского мирного договора в отношении Северной Добруджи (куда входила и Тулча) был установлен кондоминиум держав Четверного союза, действовавший до ноября того же года, когда после поражения стран германского блока договор был отменён.

## Население
Согласно переписи 2011 года, население Тулчи составляет 66,6 тысяч жителей, 92,07 % из которых являются румынами по национальности. Из других национальностей наиболее представлены русские липоване (2,9 % от всего населения) и турки (1,43 %).

## Достопримечательности
- Крепость Эгиссос (VIII в. до н. э.).
- «Монумент», на территории парка Памятника Независимости. Памятник Независимости был построен в честь победы русских и румынских королевских солдат в русско-турецкой войне 1877—1878 гг., которая утвердила румынскую государственность.
- Историко-археологический музей

## Культовые сооружения
- Собор Святого Николая
- Покровская церковь
- Церковь Успения Пресвятой Богородицы и Святого Димитрия
- Благовещенская церковь
- Преображенская церковь
- Церковь Святого Георгия
- Церковь Введения во Храм Пресвятой Богородицы и Преподобного Антония Великого
- Церковь Святого Илии
- Церковь Святого Мученика Мины
- Церковь Святой Троицы и Святого Иакинфа
- Церковь Святых Константина и Елены
- Трёхсвятительская церковь
- Часовня Вознесения Господня
- Военная часовня Рождества Христова
- Церковь Святого Григория Просветителя — армянская
- Вознесенская церковь — старообрядческая
- Церковь Святого Иоанна Богослова — старообрядческая
- Церковь Святой Параскевы — старообрядческая
- Мечеть Азизие

## Города-побратимы
- Ольборг, Дания
- Измаил, Украина
- Ровиго, Италия
- Шумен, Болгария
- Илион, Греция
- Бишопстаун, Ирландия
- Пушкин, Россия